# فترة (جنس)
فُتْرَة (الاسم العلمي: Malapterurus)، جنس أسماك من قرموطيات الشكل وتنتمي إلى فصيلة فُتريات. تشمل 18 نوعًا.

## التوزيع
يوجد جنس الفُترة في جميع أنحاء غرب ووسط أفريقيا الاستوائية ونهر النيل. موئله في جميع أنظمة المياه العذبة الرئيسية بما في ذلك نهر بوزي ، ونهر النيجر، و نهر أوغوي ، ونهر أومو، ونهر ساناغا ، ونهر سابي لوندي، ونهر السنغال، ونهر شاري، ونهر الكونغو، ونهر زمبيزي، بالإضافة إلى بحيرات ألبرت وتشاد وكينجي وتنجانيقا وتوركانا.